# Banco Guipuzcoano
El Banco Guipuzcoano és un banc del Grup Banc Sabadell amb seu a Sant Sebastià (País Basc).

## Història
El banc es va fundar l'any 1899 a la província de Guipúscoa i el 2010 va ser absorbit pel Banc Sabadell i continua operant dins del grup.